# Replete
Replete es una comunidad no incorporada en el condado de Webster, Virginia Occidental, Estados Unidos. Replete está ubicado en la ruta 3 del condado, 25,3 km al noroeste de Addison. Replete tenía una oficina de correos, que cerró el 21 de enero de 1989. Una variante temprana del nombre fue Mount Pleasant.